# MusikWoche
Die MusikWoche ist eine deutsche Musikfachzeitschrift. Im Untertitel nennt sie sich „Das Nachrichtenmagazin für die Musikbranche“. Sie ist somit eine Fachzeitschrift für die Musikwirtschaft im deutschsprachigen Raum. Seit 2014 erscheint sie bei Busch Entertainment Media, heute unter den Namen BG Germany.

## Zielgruppe
Das Magazin wendet sich an Einkäufer aus Tonträgergroß- und -einzelhandel, Medienpartner in den Sparten Print, TV, Online und Hörfunk, Musikverlage, Musikschaffende im Bereich Industrie/Produktion/Technik, Konzertagenturen und alle sonstig in der Musikbranche Tätigen.

## Inhalt
Früher auf (meist) 56, jetzt auf (circa) 40 Seiten widmet sich jede Ausgabe den aktuellen Themen der Musik- und Live-Entertainmentbranche. Trenddiskussionen, Interviews, Hintergrundinformationen, Themenspecials, Handelsschwerpunkte, Marktstatistiken, Unternehmensportraits, Live-Geschehen, Programmplaner, Adress- bzw. Ansprechpartner-Übersichten und ein ausführlicher Chartservice gehören zu den regelmäßigen Inhalten.

## Geschichte
Mitte März 1993 plante der Münchener Verleger Ulrich Scheele in seinem 1981 gegründeten Verlag Entertainment Media ein weiteres Magazin für die Unterhaltungsmedienbranche. Er sprach sich mit dem in Stuttgart lebenden Musikjournalisten Manfred Gillig-Degrave, der erfolgreich bei verschiedenen Hifi-Zeitschriften wie zum Beispiel Audio gearbeitet, aber gerade mit dem Musikmagazin Zounds Schiffbruch erlitten hatte, über die Vorgehensweise ab. Die im August stattfindende Popkomm schien als Vorstellungsforum geeignet und deren Eröffnungstermin wurde deshalb als Fertigstellungsdatum anvisiert. Am 5. Juli 1993 lag die Nullnummer vor und die Einführungskampagne lief an. Mit Heft 32/1993 ging es am 9. August offiziell los. In den Folgenummern wurde, beginnend mit Nachrichten aus Österreich und der Schweiz, der Service Stück für Stück ausgeweitet. Im Jahr 1994 wurden erstmals Themenspecials veröffentlicht (Independent-Szene, Multimedia-Recht, Radio-Landschaft, Volksmusik). Ferner wurden zweiwöchentliche Jazz-Charts eingeführt und das erste „Who-is-Who“-Poster mit den Kontaktdaten von Labelmitarbeitern beigelegt.
Chefredakteur war von Juli 1993 bis Juli 2000 Gillig-Degrave. Danach wechselte er zum auf Musikbücher spezialisierten Hannibal-Verlag, kehrte aber mit Wirkung vom 1. Januar 2002 zur MusikWoche zurück. Seit Juli 2015 fungiert er als Herausgeber. Norbert Schiegl und Knut Schlinger rückten an seine Stelle. 2000/2001 ersetzte Christian Stolberg (vorher WOM Magazin, nachher Musikexpress) Gillig-Degrave als Chefredakteur.
2007 erwarb das Verlagshaus Gruner + Jahr die Entertainment-Media-Publikationen von Scheele und der Verlagsgruppe Ebner, die inzwischen einen Anteil von rund 83 Prozent hielt. 2014, nach überdachter strategischer Ausrichtung des Hamburger Großunternehmens, standen sie wieder zum Verkauf. Das frisch gegründete Kölner Unternehmen Busch Business Media griff zu und vertreibt diese seitdem mitsamt der Zeitschriften-Palette um MusikWoche und Blickpunkt:Film. Der Redaktionssitz wurde jedoch nur marginal von Dornach bei München in die bayerische Landeshauptstadt verlegt. Nach Einschätzung von Marktkennern lag der Erlös für Gruner + Jahr im „höheren einstelligen“ Millionenbereich.

## Eigenschreibweise und Erscheinungsweise
Die Eigenschreibweise variiert von Zeit zu Zeit. Anfangs wurde „MUSIKWoche“ gesetzt, zuletzt „musik.woche“. Zitiert wird meist als „MusikWoche“.
Das wöchentliche Heft ist nur im Abonnement erhältlich. Es datiert auf den Montag der jeweiligen Kalenderwoche. Zum Jahreswechsel erscheint eine Doppelnummer.